# 게오르기 샤파긴
게오르기 세묘노비치 샤파긴(러시아어: Георгий Семёнович Шпагин, 1897년 4월 29일 ~ 1952년 2월 6일)은 러시아의 무기설계자이다. 샤파긴 기관단총의 설계자로 유명하며, 바실리 데그차례프와 함께 데그차례프-샤파긴 중기관총을 개발하기도 했다.
1897년 러시아 제국 코브로브스키의 농민 집안에서 태어났다. 3년간 학교에 다니다가 1909년 12세 나이로 목수가 되었다. 1916년 러시아 육군에 징집되어 동부 전선 (제1차 세계 대전)에서 싸웠다. 이듬해 대포 수리병으로 배속되었다.
러시아 혁명 당시 적군에 가담하여 블라디미르주에서 총기 대장장이로 일했다. 1920년 이후 같은 지역에서 블라디미르 표도로프, 바실리 데그차례프와 함께 무기제작소 일을 했다.
10여년 간의 시행착오 끝에 1938년 DShK(데그차례프-샤파긴) 중기관총을 개발한다. DShK는 대인기관총, 대공포, 대전차무기 등으로 광범위하게 쓰였다. 1940년 그 유명한 샤파긴 기관단총(PPSh-41, 따발총)을 개발했고, 단가가 싸고 신뢰성이 높은 이 총은 제2차 세계 대전 당시 붉은 군대의 주요 자동화기로 이름을 떨친다. 1944년 소비에트 연방 공산당에 입당했다.
1946년에서 1950년 사이에는 소련 최고 소비에트 의원을 지냈다. 1952년 초 위암으로 죽었다.

## 참고 문헌
- warheroes.ru